# Разумное
Разу́мное — посёлок городского типа в Белгородском районе Белгородской области. Административный центр городского поселения Посёлок Разумное.
Входит в Белгородскую агломерацию с численностью населения более 0,5 млн человек, является самым крупным населённым пунктом Белгородского района. Городское поселение «Посёлок Разумное» имеет протяжённость — с севера на юг 9,8 км и с запада на восток — 6,3 км.

## География
Физико-географические характеристики
Посёлок расположен на южной окраине Среднерусской возвышенности, в пойменной зоне левобережья Северского Донца и Белгородского водохранилища. Протекающая через посёлок река Разумная (левый приток Северского Донца): экология реки ныне оценивается как удовлетворительное.
Местность относится к физико-географической зоне лесостепной полосы, включающей в себя плодородные чернозёмные почвы. В пределах селитебной территории посёлка расположены хвойные лесные урочища. Выше по течению реки Разумной находится железнодорожная платформа «Пионерская» и деревня «Мачурина роща»; ниже по течению — посёлок Нижний Ольшанец, на противоположном берегу Северского Донца — деревня Соломино.
В силу близости к областному центру, посёлок является его юго-восточным пригородом. Расстояние до центра Белгорода — 9 км, до столицы России — Москвы, около 700 км; до города Харькова — 87 км.
Климат
Климат Разумного умеренно континентальный, с жарким сухим летом и изменчивой прохладной зимой. Зима умеренно морозная, часто бывают оттепели, сопровождающиеся дождями (особенно в декабре), так же довольно часто бывают понижения температуры ниже −20 °C, которые могут продолжаться до недели и более. Лето тёплое, в отдельные годы — дождливое или засушливое. Осень мягкая и дождливая. Белгородское водохранилище покрывается льдом в конце ноября — начале декабря, весенний же ледоход длится с марта по апрель.
Часовой пояс
Разумное и вся Белгородская область находятся в часовом поясе, обозначаемом по международному стандарту как Moscow Time Zone (MSK). Смещение относительно UTC составляет +3:00. Время в Разумном опережает географическое поясное время на один час.

## История
В Московском государстве
Дата основания села Разумного неизвестна. В исторических источниках XVII века впервые оно упоминается в 1678 году, как одного из селений Разумницкого стана Белгородского уезда, — c 1558 по 1708 гг. в составе Белгородского разряда.
Первопоселенцы — служилые люди, «испомещённые за службу землёй», причисленные к сословию однодворцев, людей, имевших право личного землевладения и владения крестьянами и считались «лично свободными»; позднее, по закону от 24 ноября 1866 г., они были переведены особое сословие российского крестьянства — «государственные крестьяне».
В Российской империи
18 (29) декабря 1708 года, при разделении России на восемь губерний, Разумное вошло в Белгородскую провинцию Киевской губернии. С 1 (12) марта 1727 года село входило в Белгородскую губернию, а после её упразднения 23 мая (3 июня) 1779 года в составе Белгородского уезда Курской губернии. Население села в конце XIX столетия составляло 1700 чел. жителей.
По сведениям 1862 года, опубликованным Статистическим комитетом Министерства внутренних дел в 1867 г., значится: «Курской губ. — II. Уезд Белгородский. — стан 4. — Разумное, село казённое и владельческое, при р. Разумной. Расстояние от уездного центра 7 вёрст, становая квартира 9; число дворов — 104, число жителей — 617 чел. муж. пола, 591 чел. жен. пола. Церковь православная — 1».
В СССР
C декабря 1922 года в составе Российской Советской Федеративной Социалистической Республики Союза Советских Социалистических Республик.
14 мая 1928 года, в связи со введением в стране нового административного деления, и ликвидацией Белгородского уезда и Курской губернии Разумное входит в Белгородский округ Центрально-Чернозёмной области. В 1928 году в селе был образован Разумновский сельский совет и товарищество по совместной обработке земли (ТОЗ). В 1930 году, после ликвидации системы округов, Разумное входит в Белгородский район. С 13 июня 1934 года в составе новообразованной Курской области.
С началом Великой Отечественной войны 500 разуменцев ушло на фронт, 350 из которых не вернулось (погибли в боях или пропали без вести). В октябре 1941 года село было оккупировано немецко-фашистскими войсками. 4 августа 1943 года оно было освобождено от фашистов 78-й гвардейской дивизией 7-й гвардейской армии (Степного фронта). Разумное было сожжено дотла, разрушена церковь, бывшая самым высоким зданием, удобным для ведения обстрела окрестностей. Возвратившиеся на пепелище селяне стали строить село заново, возрождать сельское хозяйство. В 1944 году вновь началось обучение сельских детей, сначала в арендуемых помещениях, а затем в восстановленном здании школы.
С 26 апреля 1954 года — с. Разумное Белгородского района — в новообразованной Белгородской области РСФСР. За период с 1956 по 1961 гг. на территории села было построено три автодорожных моста, шесть колодцев, новый телятник на 100 голов и коровник на 50 голов, овчарня на 500 голов, механизированный ток, овощехранилище, свинарник, посажен фруктовый сад—15 га. Населённый пункт был полностью электрифицирован.
Село активно развивалось — численность населения росло; с середины 1970-х годов началось строительство многоэтажных домов. В 1985 году село получило статус посёлка городского типа.
В Российской Федерации
20 декабря 2004 года в соответствии с Законом Белгородской области № 159 на территории посёлка образовано муниципальное образование со статусом городского поселения «Посёлок Разумное».
Активное развитие и строительство посёлка городского типа Разумное продолжается и в XXI веке.

## Население
| 1979    | 1989    | 2002    | 2009    | 2010    | 2012    | 2013    | 2014    | 2015    |
| ------- | ------- | ------- | ------- | ------- | ------- | ------- | ------- | ------- |
| 5985    | ↗10 727 | ↗15 302 | ↗16 455 | ↗16 600 | ↗17 056 | ↗17 677 | ↗18 106 | ↗18 168 |
| 2016    | 2017    | 2018    | 2019    | 2020    | 2021    |         |         |         |
| ↗18 494 | ↗18 849 | ↗19 333 | ↗20 172 | ↗20 965 | ↗28 192 |         |         |         |

## СМИ
Радио
| Частота   | Название                     | Мощность | Место вещания       | Высота | RDS |
| 87,6 МГц  | Радио Калина Красная         | 1 КВт    | РТПС Белгород       | 110 м  | +   |
| 88,3 МГц  | Радио «RFM»                  | 500 Вт   | РТПС Белгород       | м.     | +   |
| 88,7 МГц  | план Радио Маяк              |          | РТПС Белгород       |        |     |
| 89,0 МГц  | Радио 7                      |          | Шебекино            |        |     |
| 90,2 МГц  | Говорить Волчанск            |          | Волчанск            |        |     |
| 90,7 МГц  | Радио КП                     | 500 Вт   | РТПС Белгород       | м.     | +   |
| 91,4 МГц  | Маруся ФМ                    | 1 КВт    | Белгородский ОРТПЦ  | 185 м  | +   |
| 91,8 МГц  | Радио Русь                   | 1 КВт    | РТПС Белгород       |        |     |
| 93,1 МГц  | Радио ЖиZнь                  |          | Харьковская Область |        |     |
| 95,9 МГц  | Радио России                 |          | Шебекино            |        |     |
| 100,9 МГц | Мир Белогорья                | 1 КВт    | Белгородский ОРТПЦ  | 185 м  | -   |
| 101,7 МГц | Новое радио                  | 1 КВт    | РТПС Белгород       | 110 м  | +   |
| 102,2 МГц | Русское радио                | 1 КВт    | Белгородский ОРТПЦ  | 185 м  | -   |
| 102,7 МГц | Радио 7                      | 1 КВт    | РТПС Белгород       |        | +   |
| 103,6 МГц | Европа Плюс                  | 1 КВт    | Студенческая, 18    | 65 м   | +   |
| 104,2 МГц | NRJ                          | 1 КВт    | РТПС Белгород       | м.     | +   |
| 104,7 МГц | Comedy Radio                 | 1 КВт    | РТПС Белгород       | 110 м  | +   |
| 105,7 МГц | Радио России (глушитель УРС) | 1 КВт    | РТПС Белгород       |        |     |
| 105,9 МГц | план Вести FM                |          | РТПС Белгород       |        |     |
| 106,3 МГц | Ретро FM                     | 1 КВт    | РТПС Белгород       | 120 м  | +   |
| 106,6 МГц | Радио России (глушитель УРС) | 1 КВт    |                     |        |     |
| 106,8 МГц | Дорожное радио               | 5 КВт    | Белгородский ОРТПЦ  | 185 м  | +   |
| 107,2 МГц | Радио России / ГТРК Белгород | 1 КВт    | РТПС Белгород       | 195 м  |     |
| 107,7 МГц | Авторадио                    | 1 КВт    | РТПС Белгород       | 110 м  | +   |

УРС - Украинская Радио Станция
Телевидение
- 6 Первый канал
- 12 Россия 1 / ГТРК Белгород
- 27 НТВ
- 29 Россия К
- 34 Матч ТВ
- 37 СТС
- 39 Домашний / Мир Белогорья (заявка: Третий мультиплекс цифрового телевидения России)
- 41 Канал Disney
- 43 Первый мультиплекс цифрового телевидения России
- 44 ТВ Центр
- 46 Второй мультиплекс цифрового телевидения России
- 47 Че
- 50 Звезда
- 59 Пятый канал

Местные телеканалы
- ГТРК Белгород (выходит в эфир на каналах Россия-1 и Россия-24);
- Мир Белогорья (собственное программирование в кабельных и спутниковых сетях, онлайн, в аналоговом вещании — совместно с телеканалом Домашний);
- Белгород 24 (самостоятельный телеканал в кабельных сетях).

## Православная церковь
До 1774 года в селе действовала однопрестольная церковь, храма во имя Рождества Христова, а в 1774 г. взамен старого был построен и освящён новый (деревянный) храм. А в 1885 году, вместо прежнего обветшавшего был построен новый — каменный (кирпичный), при нём открылась приходская школа.
При проведении антирелигиозной политике советской властью в 1930-е годы церковь была закрыта, храм остался без священника и прихожан. Здание церкви использовалось под склады, а в помещении приходской школы открылась советская школа первой ступени. В годы Великой Отечественной войны здание храма было полностью разрушено. Ныне — учтён в числе «утраченных храмов Белгородского района».
1 августа 1999 года — архиепископом Белгородским и Старооскольским Иоанном в пгт Разумном освящён, вновь построенный храм во имя Святого равноапостольного князя Владимира. Главные святыни нового храма: список с чудотворной иконы Божией Матери «Неупиваемая Чаша», обретённой в 1878 году в Серпуховском Введенском монастыре; список был доставлен в Белгород в июле 2001 года; икона святителя Иоанна, архиепископа Шанхайского и Сан-Францисского с частицей святых мощей святителя.

## Достопримечательности
- Памятник Великой Отечественной войны 1941-45 гг.: 76 мм орудия ЗИС-3, установленные на рубеже обороны 78-й гвардейской дивизии (1968 г.)[27].
- Памятник Великой Отечественной войны 1941-45 гг.: «Советский воин-освободитель», и братская могила, где похоронены 264 чел. красноармейцев[28].
- Братская могила «Героев Гражданской войны». Памятник истории: 1919 год. Место нахождения: Поселковое кладбище, пгт Разумное, улица Чехова[29].
- 2015 год — открыт комплекс рекреационного значения «Белгородская Ривьера» и пятизвёздочный спа-центр Riviera[30].
- 2018 год - открыт Торгово-Развлекательный Центр "Амбар"

## Люди, связанные с селом
Гладких Николай Дмитриевич (05.10.1952 — 18.02.2000) — литератор, поэт, переводчик, член Союза писателей России.